# ميلادين جوفانسيك
ميلادين جوفانسيك، من مواليد 17 مارس 1980، لاعب كرة قدم صربي سابق.
و قد كان يلعب مع نادي زيتا غلوبوفاك الصربي، وفي عام 2005 انتقل إلى نادي كاظمة الكويتي، ولعب معهم موسمين، وفي 27 يونيو 2007 تم ضمه لمدة موسمين إلى نادي القادسية الكويتي بمبلغ 315 ألف دولار أمريكي.

## مشكلته مع نادي كاظمة
و عندما أراد نادي القادسية الكويتي في يوم 2 أغسطس 2007 تسجيله لدى الإتحاد الكويتي لكرة القدم، ولكن عضو اللجنة الانتقالية في الإتحاد الكويتي لكرة القدم عبد الحميد محمد رفض تسجيل اللاعب بحجة عدم وصول كتابة مخالصة مالية بين اللاعب ونادي كاظمة، واحتفاظ نادي كاطمة ببطاقة اللاعب الدولية 
و في يوم 3 أغسطس 2007 رفض نادي كاظمة إرسال كتاب مخالصة مالية وأصر على الاحتفاظ ببطاقة اللاعب الدولية، وأن النادي أعطى مهلة أخيرة إلى اللاعب لكي يرجع إلى نادي كاظمة 

## إنجازاته
مع نادي كاظمة
- كأس الخرافي (مرة واحدة) : 2006/2007
- كأس سوبر الحساوي (مرة واحدة) : 2006/2007

مع القادسية
- كأس الاتحاد الكويتي (مرة واحدة) : 2007/2008